# Kochi Tuskers Kerala
Kochi Tuskers Kerala foi um clube de críquete da Índia. Sua sede fica na cidade de Kochi. A equipe disputou a Indian Premier League em 2011. Seu estádio era o Jawaharlal Nehru Stadium.
A franquia ganhou em 2010 os direitos da disputa junto com o Pune Warriors India, e disputou em 2011 a liga. Seu primeiro jogo foi contra o Royal Challengers Bangalore em 9 de Abril de 2011, e a primeira vitória contra o Mumbai Indians. Em setembro de 2011, o BCCI anunciou quebra de contrato pela franquia, que deixou a Indian Premier League, com somente uma temporada.